# HAOK Mladost Zagreb
HAOK Mladost je odbojkaški klub iz Zagreba, dio Hrvatskog akademskog športskog društva Mladosti. Osnovan je 23. lipnja 1945. godine. Najuspješniji je hrvatski odbojkaški klub. Poseban je po tome što ima i odbojkaše i odbojkašice u svim mlađim dobnim kategorijama. 

## Uspjesi muški
Državni su prvaci bili 37 puta.
- Jugoslavija: 17
  - 1948., 1952., 1962., 1963., 1965., 1966., 1968., 1969., 1970., 1971., 1977., 1981., 1982., 1983., 1984., 1985., 1986.

- Hrvatska: 21
  - 1992., 1993., 1994., 1995., 1996., 1997., 1998., 1999., 2000., 2001., 2002., 2003., 2006., 2007., 2008., 2010., 2011., 2018., 2019., 2021., 2022.

Državni su kup osvojili 31 puta.
- Jugoslavija: 8
  - 1978., 1980., 1981., 1983., 1984., 1985., 1986., 1988.

- Hrvatska: 23
  - 1993., 1994., 1995., 1996., 1997., 1998., 2000., 2001., 2002., 2003., 2004., 2005., 2006., 2008., 2009., 2013., 2014., 2015., 2016., 2019., 2020., 2022., 2024.

- Superkup Hrvatske: (2)
  - 2016., 2017.

- Interliga (4)[2]
  - Pobjednici: 1996., 1997., 1998., 1999.
  - Final four 2017., 2018., 2020.

- Kup europskih prvaka
  - Finalisti (3): 1964., 1984., 1985.
  - Final Four 1997., 1998.

- CEV Challenge kup
  - Finalisti (1): 2010.

## Uspjesi žene
Državne su prvakinje bile 19 puta.
- Jugoslavija: 5
  - 1984., 1987., 1989., 1990., 1991.

- Hrvatska: 14
  - 1993., 1994., 1995., 1996., 2001., 2002., 2003., 2006., 2014., 2016., 2018., 2019., 2020., 2021

Državni su kup osvojili 18 puta.
- Jugoslavija: 7 
  - 1981., 1984., 1985., 1986., 1988., 1989., 1990.
- Hrvatska: 11
  - 1993., 1994., 1995., 2002., 2004., 2014., 2015., 2018.,. 2019.,  2020., 2021.

- Kup europskih prvaka
  - Prvakinje 1991
  - Finalistice 1992., 1994.

- Interliga / MEVZA liga (4)[2]
  - Pobjednice 1994
  - Final Four 2017., 2018.

## Vanjske poveznice
- HAOK Mladost